# 天主教安德里亚教区
天主教安德里亞教區（拉丁語：Dioecesis Andriensis），是義大利一個天主教教區。屬巴里-比通托總教區。
教區包括巴列塔-安德里亞-特拉尼省的安德里亞、米內爾維諾-穆爾傑以及卡諾薩-迪普利亞共三市。2010年有教友138,000人，佔總人口97.9%。有三十九個堂區、司鐸一百名。現任教區主教為拉斐爾·卡拉布羅。

## 歷史
教區相傳由聖伯多祿開教，而第一位主教安德里亞的聖理查是一位英格蘭人。但有文獻記載的主教遲至1143年才出現，而且沒有名字。1452至1479年間教區曾於蒙特佩洛索（今伊爾西納）教區聯合。1818年6月29日併入卡諾薩和米內爾維諾穆爾傑兩教區。
教區原屬特蘭尼總教區，1980年10月20改屬巴里-比通托總教區。